# Стейнсрюс
Стейнсрюс (африк. Steynsrus) — город в ЮАР, в местном муниципалитете Моцгхака района Фезиле-Даби провинции Фри-Стейт.

## История
Город был основан в 1910 году, и назван в честь Мартинуса Тёниса Стейна — последнего президента независимого Оранжевого Свободного Государства.
В годы апартеида чернокожие жители не могли селиться рядом с белыми, и поэтому по другую сторону хайвэя вырос Матлвангванг, который формально является отдельным населённым пунктом.

## Население
Согласно переписи 2001 года, в Стейнсрюсе проживало 1192 человека, из которых 847 были белыми (бурами), при этом в Матлвангванге проживал 6441 человек, 6408 из которых было чернокожими.